# Alcantarilla-Los Romanos
Alcantarilla-Los Romanos (hiszp. Estación de Alcantarilla-Los Romanos) – przystanek kolejowy w miejscowości Alcantarilla, we wspólnocie autonomicznej Murcja, w Hiszpanii. Jest częścią linii C-2 Cercanías Murcia/Alicante.
Po zamknięciu w 1985 roku Alcantarilla-Campoamor oraz w 2012 roku Alcantarilla-Villa, to jedyna czynna stacja w mieście.

## Położenie
Stacja znajduje się w km 0,9 linii Murcja – Águilas, na wysokości 67 m n.p.m..

## Linie kolejowe
- Murcja – Águilas